# Biblioteca Fundação Cupertino de Miranda
A Biblioteca da Fundação Cupertino de Miranda iniciou a sua atividade no ano de 1971 e inaugurada oficialmente a 8 de Dezembro de 1972, pelas 16h00, com uma visita guiada ao espaço e à exposição Camiliana.
Os alicerces foram devidamente consolidados para a continuidade na prosperidade da disponibilização da informação. Este espaço pretendia apoiar a Missão do Fundador, no acesso à educação e cultura, fornecendo meios aos famalicenses, e não só, de acederem gratuitamente a todos os recursos. 
O seu recheio foi dotado de uma valiosa biblioteca doada por Arthur Cupertino de Miranda, em 15 de Março de 1971, com 4838 volumes. Desta doação fazia parte uma edição luxuosa de Os Lusíadas, de Luís de Camões. Exemplar raro, da edição crítica de Emídio Biel, comemorativa do 3º Centenário da morte de Luís de Camões, datada de 1880. Este livro faz parte de uma tiragem especial de 12 exemplares únicos (nº.9), em pergaminho e gravado a ouro o título Os Lusíadas. Estes exemplares foram oferecidos a personalidades e entidades das mais eminentes de Portugal e Brasil. Esta edição foi, desde o primeiro momento da Biblioteca, um ponto de atração a quem por lá passava. Este fundo foi sendo enriquecido por compra, doação e oferta de várias entidades pessoais ou coletivas, ao longo dos anos. Destaca-se a oferta de Têxtil Manuel Gonçalves no ínicio da década de oitenta, de 1000 contos, dos quais resultou a aquisição de 1035 volumes. Atualmente, o fundo da biblioteca conta com cerca de 59 mil documentos (livros, documentos soiltos de interesse literário e artístico, fotografias, entre outros), distribuídos por 8 salas. Destacam-se algumas temáticas, nomeadamente a Camiliana (bibliografia ativa e passiva), a Camoniana, a Arte e os manuscritos e documentos sobre o Louro. Com especial atenção para o Movimento Surrealista, salientam-se os acervos pessoais de Cruzeiro Seixas, Ernesto Sampaio e Mário Cesariny.

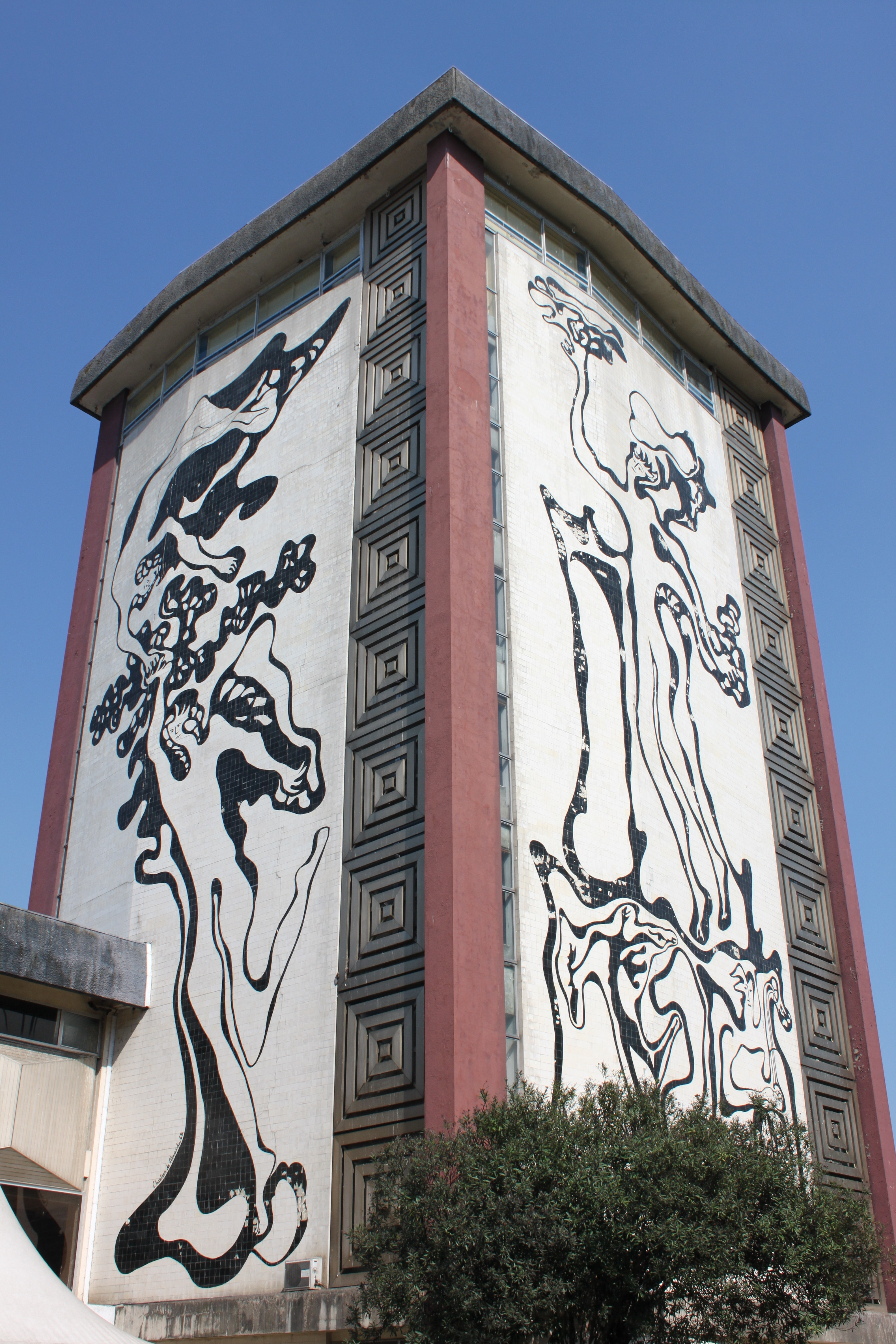
"Templo de Arte, de Cultura e de Bondade, seja, na minha terra Natal: Louvor ao Trabalho, Saber, Hino ao Amor, Testemunho do meu devotamento a este Povo."

## Edifício
A torre tem 34 metros e está revestida por quatro painéis de azulejos na zona superior e outros seis ao nível do chão superiores, mais seis ao nível do chão da autoria de Charters de Almeida que perfazem um total de cerca de 54 mil azulejos e representam um intuito do Fundador: À Educação e às Artes, Conjugação dos esforços, O Homem e o Universo e, por ultimo, Proteção